# Карл фон Аммон
Карл Фрідріх Рудольф фон Аммон (нім. Carl Friedrich Rudolf von Ammon; 28 липня 1878, Шарлоттенбург — 23 вересня 1946, Вассербург-ам-Бодензеє) — німецький офіцер, генерал-майор вермахту.

## Біографія
Представник знатного прусського роду. Син генерал-лейтенанта Прусської армії Фрідріха фон Аммона. 11 вересня 1897 року вступив в Прусську армію. Учасник Першої світової війни. 31 грудня 1919 року звільнений у відставку. 1 березня 1920 року повернувся в армію як офіцер земельної оборони. 1 березня 1923 року переведений на цивільну службу і призначений агентом із організаційних запитів і запитів земельної оборони, 1 квітня 1930 року — з прикордонних запитів при командуванні 2-го військового округу. З 1 жовтня 1931 року — директор управління кандидатів в офіцери 2-го військового округу. З 1 жовтня 1933 року — знову офіцер земельної оборони та інспектор запасних частин в Померанії і Мекленбурзі. З 1 листопада 1934 року — начальник центрального реєстраційного управління рейхсверу в Штеттіні. З 5 березня 1935 року — офіцер служби комплектування. З 1 червня 1935 року — інспектор поповнення в Штеттіні. 15 грудня 1938 року зарахований на дійсну службу. 1 листопада 1944 року відправлений в резерв. 28 лютого 1945 року звільнений у відставку.

## Звання
- Фанен-юнкер (11 вересня 1897)
- Лейтенант (27 січня 1899)
- Оберлейтенант (12 серпня 1909)
- Ротмістр (1 жовтня 1913)
- Майор запасу (31 грудня 1919)
- Майор у відставці (1 жовтня 1933)
- Оберстлейтенант у відставці (15 травня 1934)
- Оберстлейтенант служби комплектування (5 березня 1935)
- Оберст служби комплектування (1 червня 1935)
- Генерал-майор запасу (1 квітня 1935)
- Генерал-майор (1 квітня 1940)

## Нагороди
- Орден Корони (Пруссія) 4-го класу (1911)
- Залізний хрест
  - 2-го класу (вересень 1914)
  - 1-го класу (січень 1916)
- Хрест «За військові заслуги» (Брауншвейг) 2-го класу (травень 1917)
- Хрест «За військові заслуги» (Австро-Угорщина) 3-го класу з військовою відзнакою (жовтень 1917)
- Галліполійська зірка (Османська імперія; листопад 1917)
- Королівський орден дому Гогенцоллернів, лицарський хрест з мечами (травень 1918)
- Хрест «За військові заслуги» (Мекленбург-Шверін) 2-го класу (1919)
- Орден Святого Йоанна (Бранденбург), лицар справедливості (1925)
- Почесний хрест ветерана війни з мечами (20 грудня 1934)
- Медаль «За вислугу років у Вермахті» 4-го, 3-го, 2-го і 1-го класу (25 років; 2 жовтня 1936) — отримав 4 нагороди одночасно.
- Хрест Воєнних заслуг
  - 2-го класу з мечами (6 листопада 1940)
  - 1-го класу з мечами (1 вересня 1941)